# Relations entre la France et l'Italie
 (novembre 2024).
Si vous disposez d'ouvrages ou d'articles de référence ou si vous connaissez des sites web de qualité traitant du thème abordé ici, merci de compléter l'article en donnant les références utiles à sa vérifiabilité et en les liant à la section « Notes et références ».
 (mars 2018).
Les relations entre la France et l'Italie sont des relations internationales s'exerçant au sein de l'Union européenne entre deux États membres de celle-ci, la République française et la République italienne. Elles sont structurées par deux représentations diplomatiques, l'ambassade de France en Italie et l'ambassade d'Italie en France, ainsi que par des institutions culturelles telles que la Villa Médicis.
La France est en septembre 2017, le deuxième plus important partenaire économique de l'Italie[réf. nécessaire]. 
Les deux pays sont par ailleurs membres de l'Organisation du traité de l'Atlantique nord (OTAN) et de la zone euro.

## Comparaison entre les deux pays
| [Quoi ?]            | France                                                          | Italie                                                                      |
| ------------------- | --------------------------------------------------------------- | --------------------------------------------------------------------------- |
| Drapeau             |                                                                 |                                                                             |
| Armoiries           |                                                                 |                                                                             |
| Gouvernement        | République unitaire semi-présidentielle                         | République régime parlementaire régionalisée                                |
| Capitale            | Paris                                                           | Rome                                                                        |
| Langue officielle   | Français                                                        | Italien                                                                     |
| Groupe linguistique | Langues romanes                                                 | Langues romanes                                                             |
| Population          | 67 795 000 hab.                                                 | 60 589 445 hab.                                                             |
| Superficie          | 674 843 km2                                                     | 301 336 km2                                                                 |
| PIB nominal         | 2600 milliards de dollars[réf. nécessaire]                      | 2040 milliards de dollars[réf. nécessaire]                                  |
| IDH                 | 0,901[réf. nécessaire]                                          | 0,880[réf. nécessaire]                                                      |
| Religion            | 58% de Chrétiens, 5% de Musulmans, 1% de Juifs[réf. nécessaire] | 83,3% de Chrétiens, 3,7% de Musulmans, 12,4% sans religion[réf. nécessaire] |
| Expatriés           | Environ 45 000 expatriés français en Italie                     | -                                                                           |

## Histoire des relations franco-italiennes

### Antiquité, Moyen Âge, Renaissance
Les liens avec la péninsule italienne sont étroits depuis l'Antiquité, spécialement après la guerre des Gaules.
Le royaume de Sicile et le royaume de Naples sont gouvernés au Moyen Âge par des dynasties normandes et angevines, jusqu'aux Vêpres siciliennes, massacre antifrançais qui livre la Sicile à la couronne d'Aragon.
La Renaissance italienne a une grande influence sur la France durant le XVIe siècle (on notera que Léonard de Vinci a passé ses dernières années en France).
Deux reines de France, Catherine de Medicis et Marie de Medicis et un premier ministre, Jules Mazarin, sont originaires de la péninsule.
Le 24 avril 1617, c'est par un coup de force, que Louis XIII accède au pouvoir. Il ordonne l'assassinat du favori de sa mère, Concino Concini, et fait exécuter la Galigai,  sa femme, dame de compagnie et confidente de sa mère. Il exile Marie de Médicis à Blois et prend enfin sa place de roi de France, jusqu'au 14 mai 1643.

### XIXesiècle

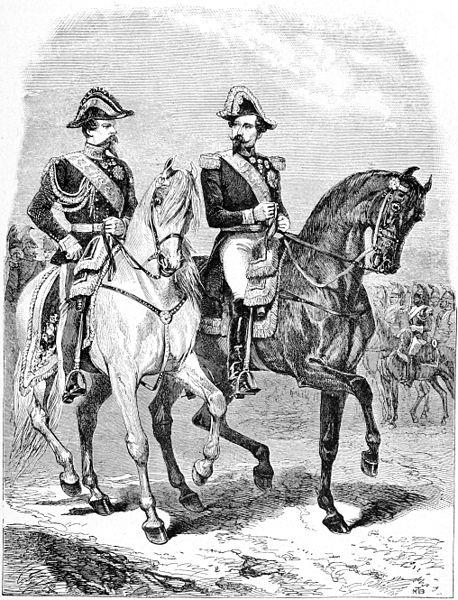
Napoléon III aux côtés de Victor-Emmanuel II.

En 1805, Napoléon Ier crée un État italien au Nord-Est de la péninsule : le royaume d'Italie. L'Empereur y introduit le Code civil et crée la lire italienne qui, étalonnée sur le franc germinal, remplace toutes les monnaies locales. Il crée également un système de départements calqué sur le modèle français et impose l'italien comme langue officielle. Il contribue ainsi à l'unification administrative, linguistique, juridique et monétaire de la péninsule. L’État qui succède au royaume d'Italie, le royaume de Lombardie-Vénétie, maintient peu ou prou les réformes administratives accomplies sous Napoléon Ier.
À partir de 1817, un mouvement secret et politisé, le carbonarisme, agite la péninsule italienne. Les carbonaristes espèrent une libéralisation du système politique et l'unité nationale italienne, mais leur mouvement se propage également de l'autre côté des Alpes. Pierre-Joseph Briot et Philippe Buonarroti appellent en France et en Italie à l'insurrection. Giuseppe Mazzini, fondateur du mouvement Giovine Italia, fut lui-même carbonari. Le mouvement carbonariste a survécu jusqu'au XXe siècle.
Napoléon III a contribué au Risorgimento (Unification italienne) et la France a combattu aux côtés du roi Victor-Emmanuel II lors de la deuxième guerre d'indépendance italienne. En 1865, l'Italie et la France créent l'Union latine avec la Suisse et la Belgique. Dans l'esprit de son président, Félix Esquirou de Parieu, cette union monétaire doit être un « prélude aux fédérations pacifiques du futur ».
C'est en raison des ambitions coloniales françaises sur la Tunisie que l'Italie rejoint en 1882 la Triplice.

### XXesiècle
En 1915, la France finance les mouvements interventionnistes italiens. L'Italie demande à l'Autriche-Hongrie un retour aux frontières de 1811 pour prix de sa neutralité. Aux côtés du Royaume-Uni et de la Russie, la France surenchérit et propose de nombreuses terres irrédentes de l'autre côté de l'Adriatique. Selon le souhait des nationalistes, mais aussi de la gauche interventionniste italienne, qui souhaite intervenir aux côtés des démocraties de l'Entente contre les empires centraux, l'Italie déclare la guerre le 23 mai 1915. Français et Italiens combattent côte à côte sur le front de l'Ouest et dans les Balkans. À l'issue du conflit, la France trahit ses promesses du pacte de Londres et la victoire italienne est mutilée au profit des Serbes. 

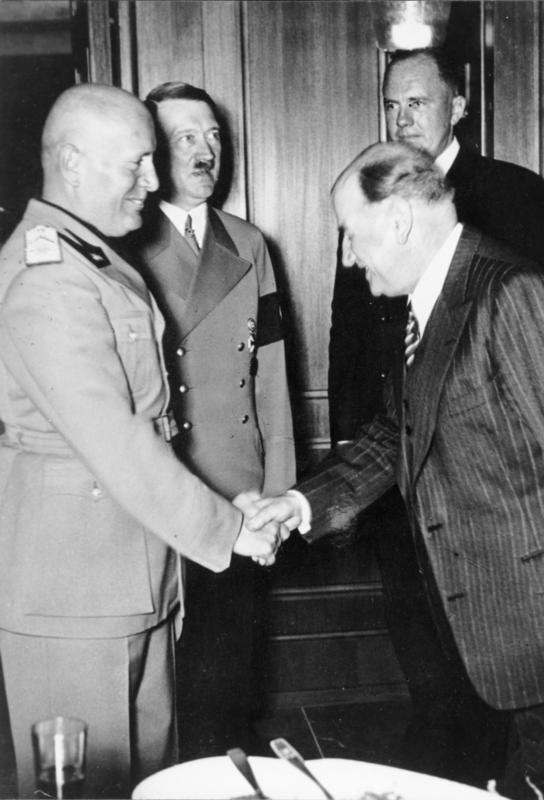
Poignée de main entre Benito Mussolini et Édouard Daladier lors des Accords de Munich le 29 septembre 1938.

Dans l'entre-deux-guerres, et en dépit des aspirations impérialistes de Benito Mussolini, la France et le Royaume-Uni considèrent que l'Italie pourrait être un allié de poids face à l'Allemagne nazie. En effet, Mussolini mène sa propre politique d'influence en Europe centrale (protocoles de Rome du 17 mars 1934) et dans les Balkans, et il craint que l'expansionnisme hitlérien ne menace les ambitions italiennes (il s'oppose ainsi à l'Anschluss en 1934). En avril 1935, Français, Britanniques et Italiens se rencontrent au bord du lac Majeur, dans le cadre de la conférence de Stresa. Ils concluent à cette occasion un accord qui réaffirme le traité de Locarno, garantit l'indépendance autrichienne et isole diplomatiquement l'Allemagne, qui est en train de dénouer le traité de Versailles. Le Front de Stresa est néanmoins affaibli en 1935 par les négociations entre l'Allemagne et le Royaume-Uni (Traité naval germano-britannique) et par l'invasion italienne de l’Éthiopie. 
Le dernier conflit armé franco-italien remonte à 1940 lorsque l'Italie fasciste de Benito Mussolini déclare la guerre à la France pendant la Seconde Guerre mondiale.
Les deux pays sont des membres fondateurs de l'Organisation du traité de l'Atlantique Nord. En 1951, la France et l'Italie rejoignent la première communauté supranationale d'Europe, la Communauté européenne du charbon et de l'acier. La France et l'Italie sont, au cours de la guerre froide, dans le même bloc. Elles doivent néanmoins faire face à un fort soutien populaire pour leurs partis communistes respectifs.
Parallèlement, les deux pays entretiennent depuis longtemps de nombreux échanges dans les domaines de l'éducation et la culture. On voit ainsi naître en Italie l’Académie de France à Rome en 1666, l'École française de Rome en 1875 et l’Institut français de Florence en 1907, premier Institut français dans le monde.

### XXIesiècle

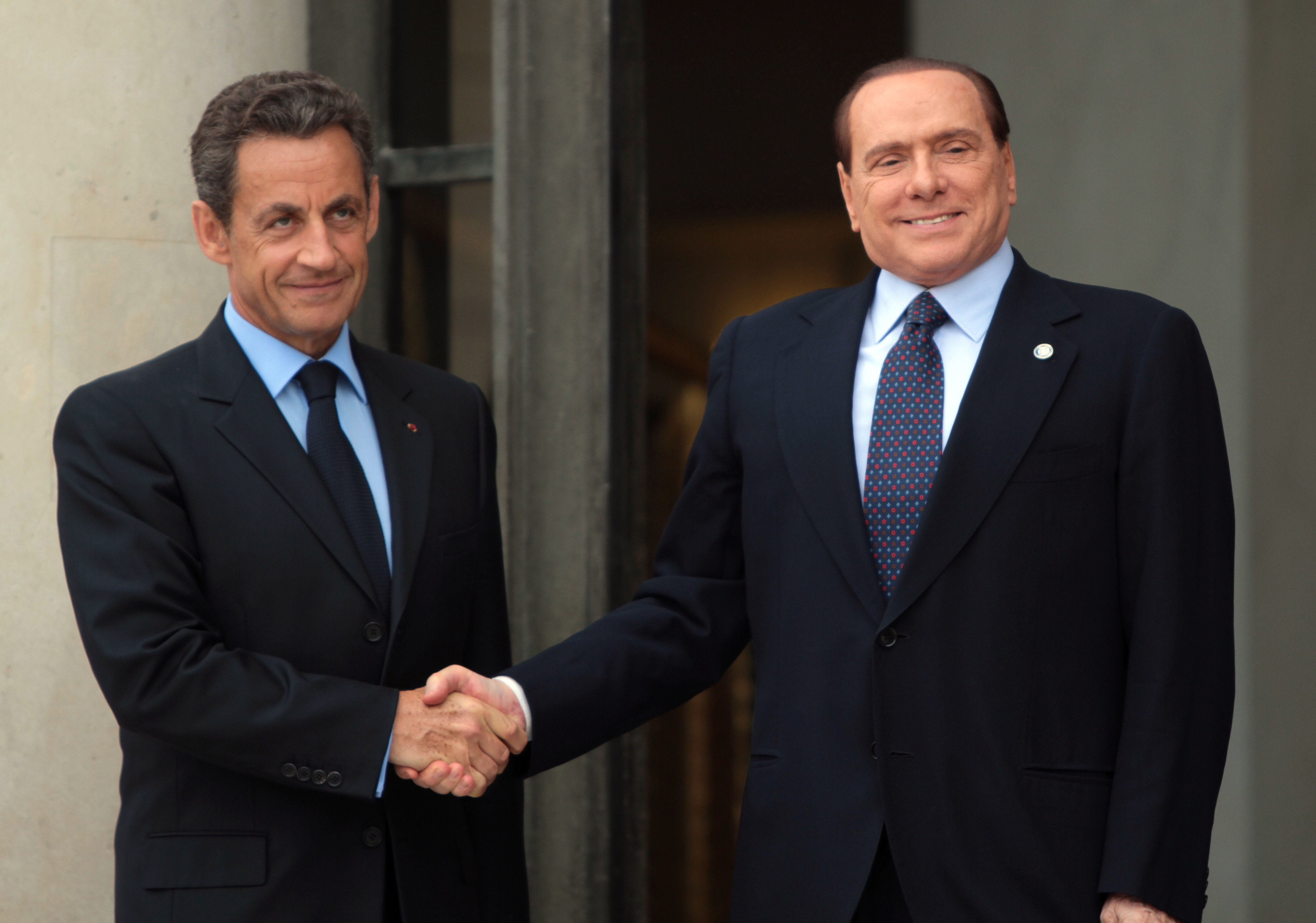
Nicolas Sarkozy et Silvio Berlusconi en rencontre pendant une conférence internationale sur la Libye le 1er septembre 2011.

Le 7 février 2019, à la suite de tensions répétées entre le gouvernement français et la coalition au pouvoir en Italie avec la Ligue du Nord et le Mouvement 5 étoiles, la France rappelle son ambassadeur en Italie. Il s'agit de la plus grave crise diplomatique entre les deux pays depuis la Seconde Guerre mondiale.
Le 27 février 2020, après un changement de gouvernement en Italie, un sommet franco-italien est organisé à Naples entre le président français Emmanuel Macron et le chef du gouvernement italien Giuseppe Conte, et plusieurs ministres des deux pays. Le sommet a pour but de réconcilier définitivement les deux pays après les tensions qui ont eu lieu durant l'année 2019. Le sommet s'achève après l'affirmation d'une volonté de signer un traité du Quirinal garant d'une coopération renforcée.
La nomination de Giorgia Meloni comme présidente du Conseil des ministres d'Italie en octobre 2022 et la volonté de cette dernière de mettre un terme à la crise migratoire suscite l'opposition du gouvernement français. Lors de l’affaire de l’Ocean Viking, le ministre de l’Intérieur Gérald Darmanin déclare qu’« Avec Giorgia Meloni au pouvoir, l’Italie est devenue « l’ennemi de la France ». Pour Il Giornale, les ministres d'Emmanuel Macron ont lancé une attaque « excessive » contre l'Italie, qui a pris « des contours presque grotesques. » Selon le quotidien, le terme d'« ennemi » n'a jamais été utilisé au sein du parlement d'un État européen à aucun autre pays de l'Union et le fait que cette définition provienne d'un ministre, qui est le porte-parole du chef de l'État, sans que ce dernier n'intervienne pour s'en désolidariser, semble encore plus grave.
En novembre, alors que le conflit concernant l'accueil des migrants perdure entre les deux pays, le gouvernement français tente de faire pression sur l'Italie en évoquant des mécanismes financiers de solidarité qui seraient trop prodigues envers ce dernier pays. Giorgia Meloni déclare en contrepartie que ces menaces sont « ridicules », la France et l'Allemagne ne respectant pas, selon elle, les accords du traité de Lisbonne qui parle non seulement d'un partage équitable des responsabilités mais aussi de solidarité entre les États.
En mai 2023, après que Gérald Darmanin a déclaré que Giorgia Meloni est « incapable de régler les problèmes migratoires » de l'Italie, alors que le pays fait face à un nombre record d'arrivées illégales, les responsables politiques italiens fustigent unanimement ces propos. L'opposition italienne, elle-même, dénonce l'attitude du ministre français. Le ministre italien des Affaires étrangères italien Antonio Tajani, annule sa venue en France en représailles et fait part dans les colonnes du Corriere della sera de son incompréhension face à « une insulte gratuite et vulgaire ». Peppe Provenzano, vice-secrétaire du Parti démocrate, juge que Gérald Darmanin « peut se consacrer sereinement à ses problèmes internes. Mais la énième crise diplomatique avec la France (…) n'est pas dans l'intérêt national. » Cette unanimité de la classe politique traduit, pour Le Figaro, « la susceptibilité italienne face à ce qui est perçu comme une arrogance française. »

## Époque contemporaine

### Liens stratégiques et militaires
La France et l'Italie sont membres de l'Organisation du traité de l'Atlantique Nord, de l'OSCE et du Conseil de l'Europe. Un projet de rapprochement entre Fincantieri et Naval Group est envisagé. 

### Liens diplomatiques et culturels
Les deux pays sont membres de l'Union pour la Méditerranée et de l'UNESCO. 

### Liens économiques et commerciaux
La France et l'Italie sont membres de l'Union européenne et de la zone euro. En termes de volume d'échanges, la France est le deuxième partenaire commercial de l'Italie et l'Italie est le deuxième partenaire commercial de la France. La France est le premier investisseur en Italie. 
De nombreux projets communs ont été entrepris par les deux pays dans les Alpes, dont le tunnel du Mont-Blanc, le tunnel du Fréjus et la future ligne Lyon-Turin. 

## Coopération scientifique
L'Italie est membre de plusieurs organismes de recherche installés en France comme l'Institut Laue-Langevin ou l'European Synchrotron Radiation Facility.